# Тонкінська кішка
Тонкінська (англ. Tonkinese, ТО)  — порода кішок, що була виведена спеціально.

## Історія
Для вивидення породи тонкінських кішок схрещували бурманських і сіамських кішок. Спочатку породу назвали золотою сіамською, а пізніше перейменували на тонкінську. Назву вона одержала, скоріш за все, від колишньої провінції Токін на території північного В'єтнаму. В 1960 році порода була зареєстрована в «Канадській асоціації любителів» кішок. У 1965 році представники цієї породи вже брали участь у виставках «Канадського товариства кішок», а з 1972 року — і в американських виставках. У 1978 році порода була зареєстрована в «Асоціації любителів кішок». Тонкінська кішка має проміжне між сіамським і бірманським забарвлення. Сьогодні ця порода є одною з найулюбленіших порід американців. Відома вона також у Європі. У ряді країн є розплідники тонкінських кішок.

## Розмноження
До спарювання допускаються тільки кішки тонкінської породи. У їхньому приплоді, як правило, народжуються 50 % тонкінських, 25 % сіамських і 25 % бірманських. Останні не виставляються. Кошенята народжуються зі світлішим забарвленням, ніж батьки, потім темнішають. Тонкінські кішки залишаються темними до певного віку. Справжнє забарвлення з'являється від 16 до 18 місяців.

## Характер
Тонкінські кішки розумні, допитливі, дуже ласкаві. Мають уроджену любов до людей. Вони прив'язуються до господаря, їх можна привчити гуляти на повідці. Не люблять залишатися на самоті. Мають звичку сидіти на плечах у господаря.

## Зовнішній вигляд
Кішки тонкінської породи — це гнучкі й мускулясті тварини середнього розміру. Тіло з добре розвиненою мускулатурою. Спина міцна, трохи опукла. Поперек широкий. Кінцівки пропорційні до тіла, стрункі, витончені. Задні трохи довші, ніж передні. Лапи маленькі й овальні. Хвіст рівний, довгий, звужується до кінця.
Голова трохи видовженої клиноподібної форми з високими вилицями. Морда однакова завдовжки й завширшки (квадратна), ніс довгий з невеликим стопом. Щоки наповнені. Подушечки вусів трохи виділяються. Вуха широко розставлені, із заокругленими кінчиками, розташовані високо. Очі мигдалеподібні, виразні, широко розкриті, трохи косо й широко поставлені. Колір очей від ніжно-блакитного до зеленувато-бірюзового (блакитнувато-зелені). Шия струнка.
Шерсть блискуча, від короткої до середньої, дуже тонка, м'яка й шовковиста. Шерсть на тілі одноколірна, переходить на нижніх частинах тіла у світліший тон. На мордочці, вухах, лапах і хвості яскраві мітки. Забарвлення термозалежне.

### Забарвлення
Забарвлення є проміжною стадією між забарвленнями батьківських порід.

## Світлини

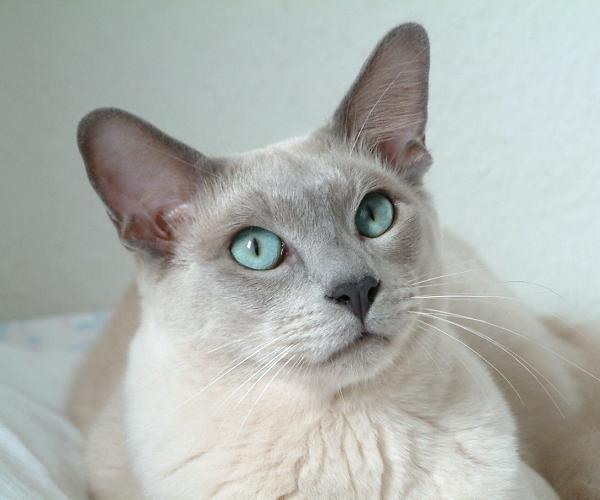
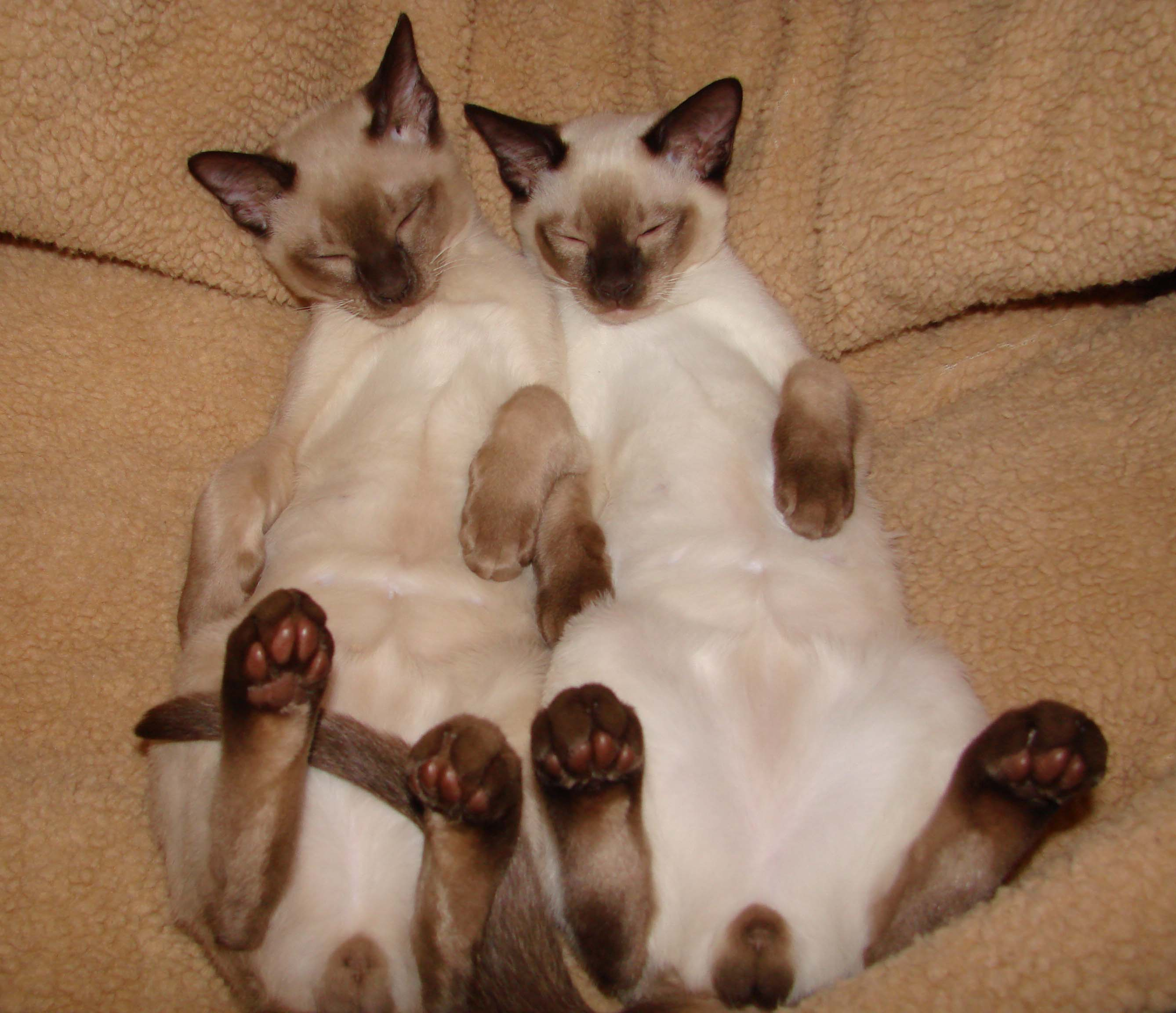
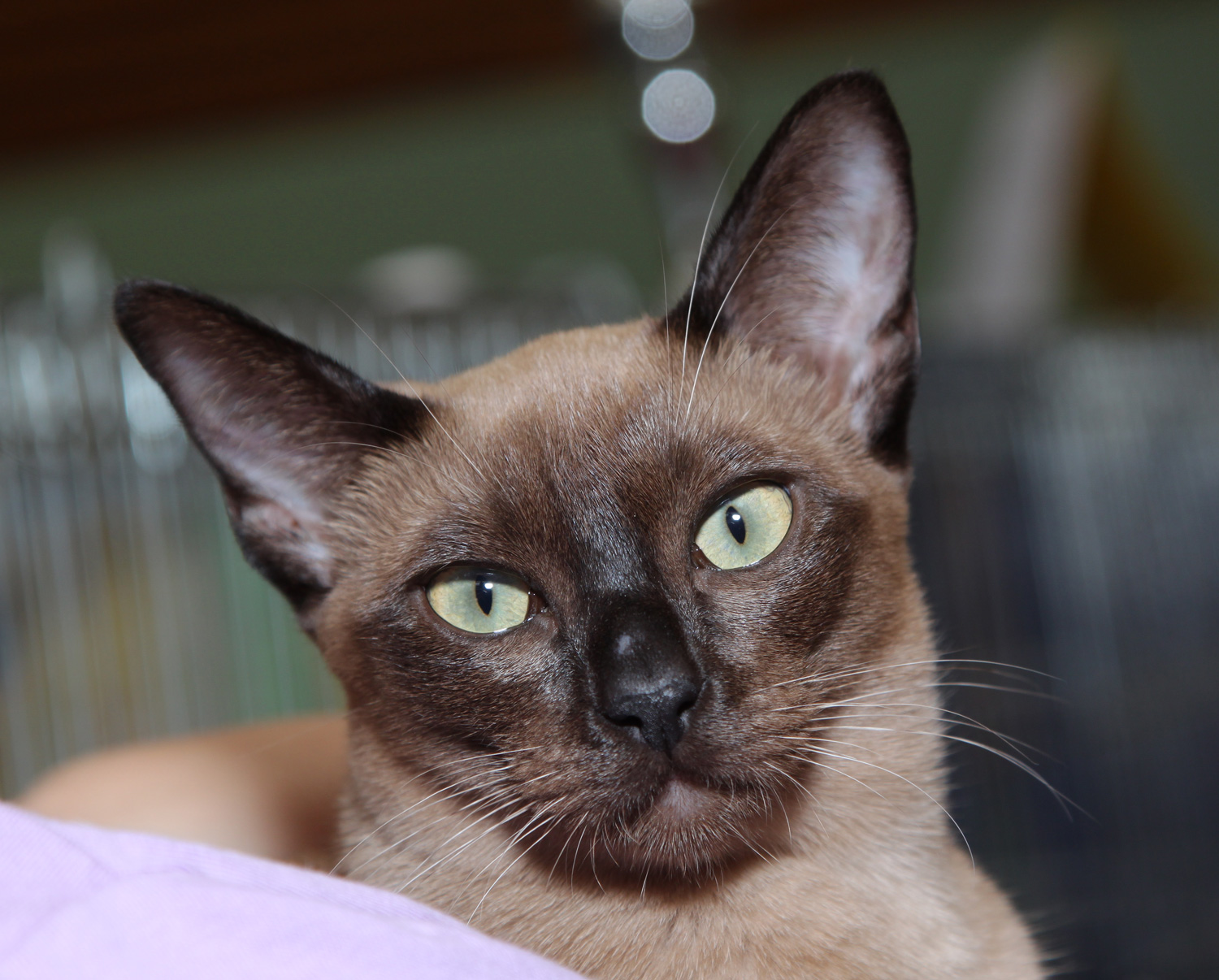
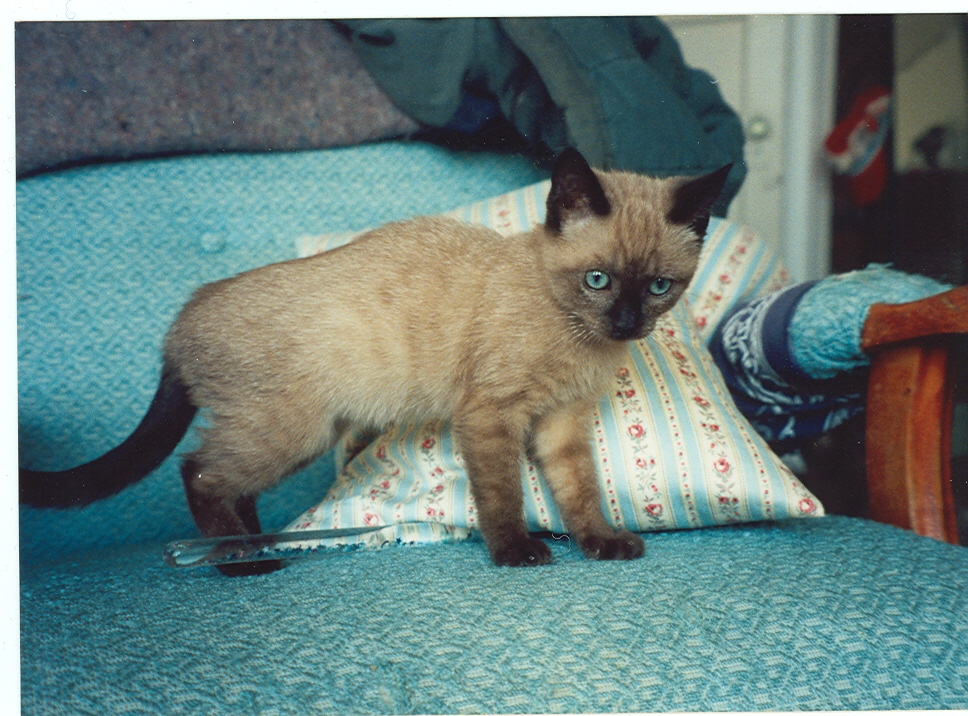
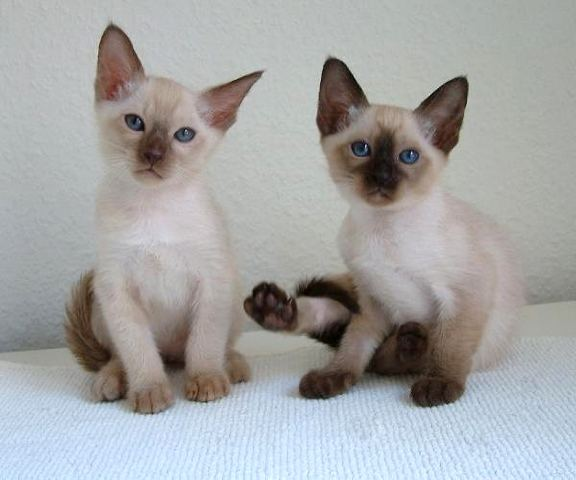
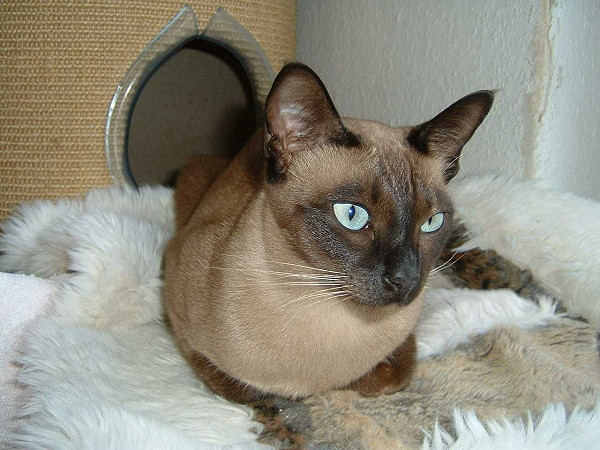